# Гарбия (мухафаза)
Гарби́я (Эль-Гарби́я) (араб. الغربية‎) — мухафаза в Арабской Республике Египет. Административный центр — город Танта. Расположена на севере страны, в центре дельты Нила, к югу от мухафазы Кафр-эш-Шейх и к северу от мухафазы Минуфия.

## Население
По оценкам 2006 года население Гарбии составляет около 4 010 298 человек. Из них 50,4 % женщин, 49,6 % мужчин. Бо́льшая часть населения сосредоточена в двух крупнейших городах: Танта и Эль-Махалла-эль-Кубра.

## Административное деление
Мухафаза состоит из 8 административных центров, 4 городских округов и 53 сельских местных общин, к которым относятся 317 деревень и 1066 мелких поселений.
Центры и города мухафазы:
- Саманнуд
- Кутур
- Эс-Санта
- Зифта
- Танта (2 городских округа)
- Басьюн
- Эль-Махалла-эль-Кубра (2 городских округа)
- Кафр-аз-Зият

## Экономика
Основным сектором экономики является сельское хозяйство. Помимо традиционных культур, таких как хлопок, рис, пшеница и цитрусовые, в провинции выращивают жасмин и ароматические культуры, масла которых идут на экспорт, а также картофель. Развито птицеводство.
Промышленность представлена текстильной промышленностью, производством красок, готовой одежды, удобрений и химикатов. Хлопчатобумажная промышленность.

## Высшее образование
- Университет Танты
- Отдельные факультеты университета Аль-Азхар

## Известные жители, уроженцы
- Мохаммед Нагиб — первый президент Египта
- Мустафа Камиль — политический деятель, писатель
- Абдуррахман Аль-Габрати — историк
- Махмуд Мухтар — скульптор
- Мохаммед Салах — футболист